# Rognac

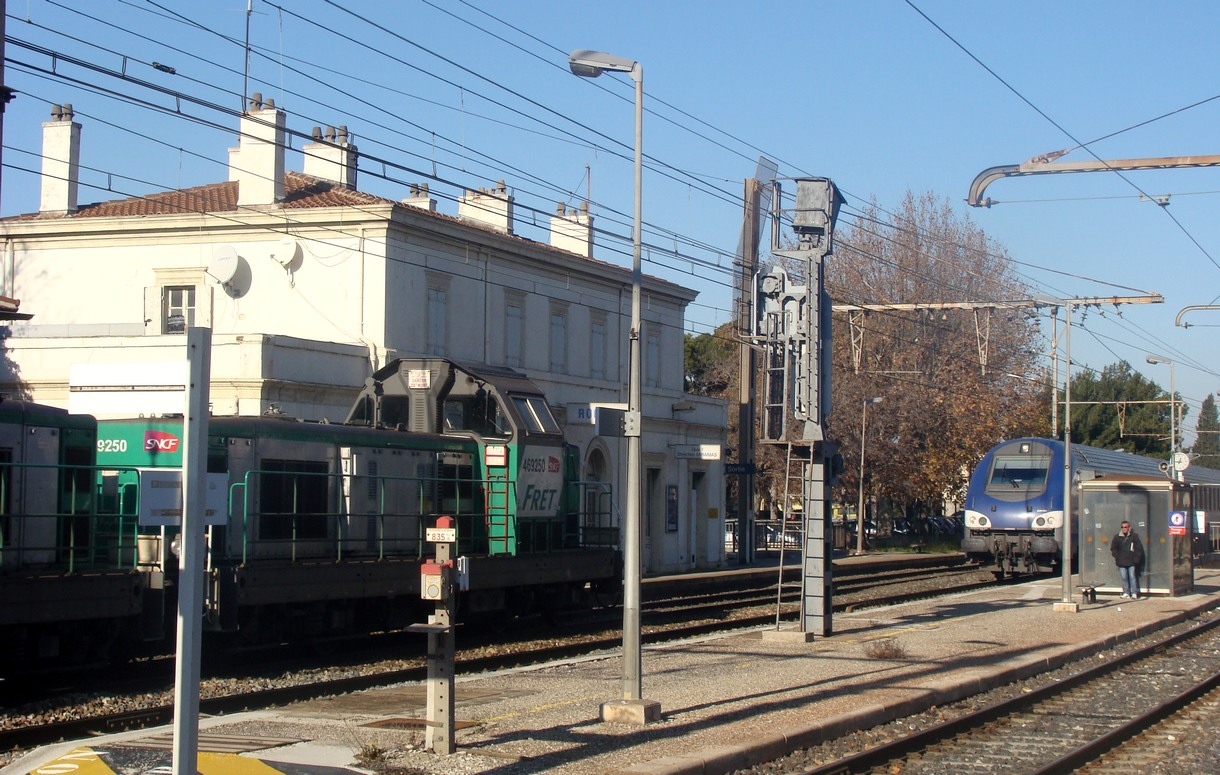
Bahnhof

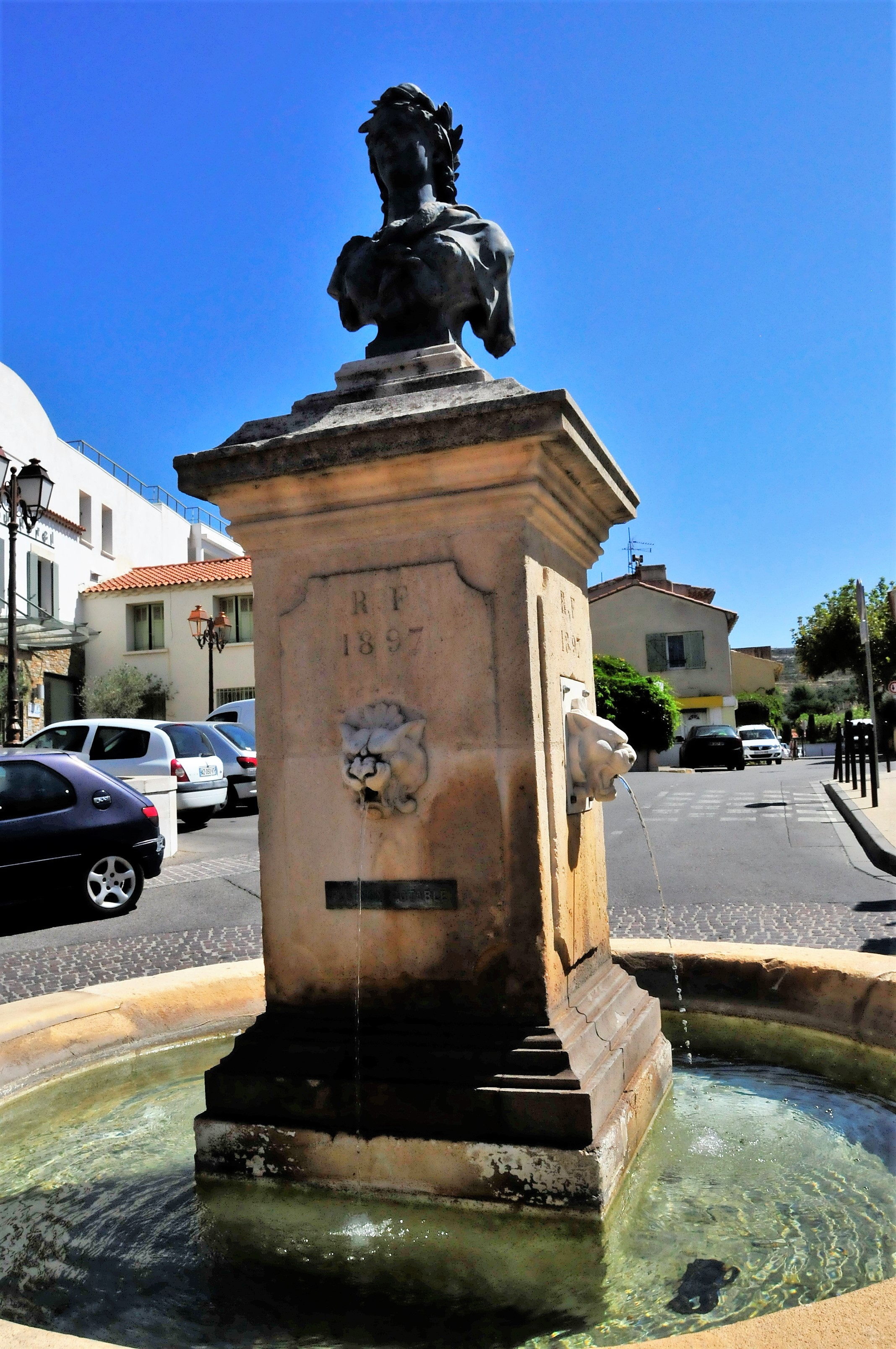
Brunnen an der Kirche von 1897

Rognac (okzitanisch Ronhac) ist eine französische Gemeinde mit 12.335 Einwohnern (Stand 1. Januar 2022) im Département Bouches-du-Rhône in der Region Provence-Alpes-Côte d’Azur.

## Geografie
Die Gemeinde liegt am Étang de Berre.

## Geschichte
Vor mehr als 5000 Jahren wurde das Gebiet erstmals besiedelt. Die ersten Bewohner waren Jäger, die sich am Étang de Berre, in der Ebene, aber auch in den Hügeln des Hinterlands aufhielten. Gegen Ende des 1. Jahrtausends vor Christus gründeten die Ligurer eine Siedlung in der Ebene sowie kleine Rückzugsmöglichkeiten in den Hügeln. Die Römer, die seit dem Ende des 2. Jahrhunderts vor Christus in der Region siedelten, gründeten einige neue Orte, darunter auch Rudanicum, wovon sich der heutige Gemeindename ableitet. Im frühen Mittelalter ging die Bedeutung des Ortes zwar zurück, er wurde aber nie ganz aufgegeben. Um das Jahr 1000 wurde in der Gemeinde die Burg des Dorfherren errichtet sowie eine Siedlung im Hinterland. In der Mitte des 15. Jahrhunderts wurde diese allerdings wieder aufgegeben und die Menschen siedelten sich wieder am Étang de Berre an.

### DasCentre Culturel
Im Jahr 1622 wurde das Haus eines gewissen Adam Goyran in eine Ölmühle umgebaut. Diese kommunale Ölmühle kam 1702 wieder in den Besitz des Lehnsherrn von Rognac. Die Öl-Kooperative arbeitete bis 1956, als ein 40-tägiger Frosteinbruch im Februar, der sogar die Ufer des Étang de Berre einfror, rund 80 % der Olivenbaumschulen von Rognac zunichtemachte. Die Olivenbaumtätigkeiten wurden am Ende in der Mühle La Fare-les-Oliviers gebündelt. Nachdem das Gebäude verschiedenen Firmen gedient hatte, wurde es in das Centre Culturel umgebaut und 2014 eingeweiht. Das Gebäude befindet sich gegenüber der Kirche, place de la République.

## Verkehrsanbindung
Durch die Gemeinde führt die A7, es gibt dort eine Ausfahrt für Rognac.

## Demografie

### Bevölkerungsentwicklung
| Jahr      | 1962 | 1968 | 1975 | 1982 | 1990   | 1999   | 2008   | 2017   |
| Einwohner | 3590 | 4270 | 5105 | 9330 | 11.099 | 11.631 | 12.195 | 12.223 |

### Altersstruktur
27 Prozent der Einwohner von Rognac sind 19 Jahre alt oder jünger. Fünf Prozent der Bevölkerung sind älter als 75 Jahre.

## Sehenswürdigkeiten
- Kirche Saint-Jacques: Am 14. Juni 1664 befahl der Erzbischof von Arles, François Adhémar de Monteil de Grignan, den Bau der Kirche. Die Familie Goyran, bereits im Zusammenhang mit dem Centre Culturel erwähnt, spendete dazu das Baugelände und der Architekt der Stadt Aix-en-Provence, Monsieur Jaubert, setzte den Bauplan um, indem er sich besonders der Pläne der Aixer Rathauses bediente. Der Glockenturm wurde 1667 errichtet, zur selben Zeit die Friedhofsmauer hinter der Kirche.
- Der Brunnen auf dem Place de la République (an der Kirche): 1897 wurden mit umfangreichen Festlichkeiten zwei Brunnen im Ort eingeweiht: Der eine am Platz vor der Kirche, der andere am heutigen Place der la Liberté (dieser Brunnen besteht nicht mehr). Ein Docteur Castel damals: Mit diesen beiden Brunnen verfügt die Bevölkerung erstmals über eine öffentliche Wasserversorgung, der Anfang einer Fortschrittsperiode.